# محمد علي صالح الحاشدي
محمد علي صالح الحاشدي برلماني يمني، عضو في مجلس النواب، عن الدورة البرلمانية 2003-2009 والكتلة البرلمانية لنواب حزب المؤتمر الشعبي العام عن الدائرة الانتخابية رقم (104) بمحافظة إب.

## فترة المجلس
باتفاق عرف بأسم «إتفاق فبراير» مُددت فترة المجلس لمدة عامين، وبقيام ثورة الشباب اليمنية تعذَّر الانتخابات، وبحسب إتفاق المبادرة الخليجية مُددت لمدة عامين آخرين حتى 2013.  ولكن نظراً للأزمة السياسية المستمرة منذ ذلك العام واندلاع الحرب القائمة منذ 2015 لم يتسنى انتخاب مجلس نواب جديد، ولا تزال الشرعية البرلمانية متجسدة في المجلس المنتخب عام 2003 حتى اليوم.